# برنس نانا
برنس نانا (بالإنجليزية: Prince Nana)‏ هو مصارع محترف ومصور ومدير أمريكي، ولد في 1979 في نيويورك في الولايات المتحدة.

## وصلات خارجية
- برنس نانا على موقع IMDb (الإنجليزية)